# IPod Hi-Fi

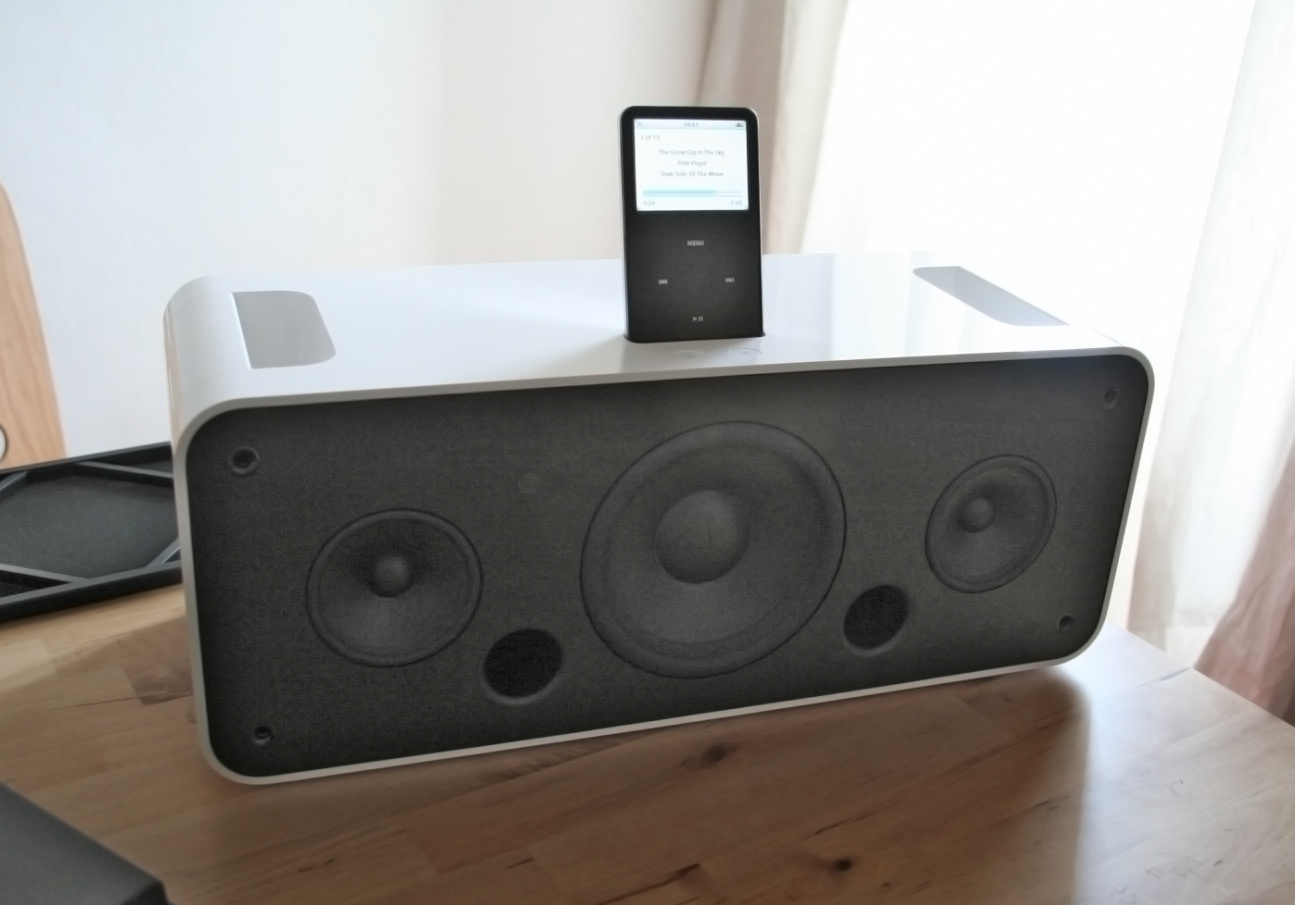
iPod Hi-Fi

iPod Hi-Fi — активная акустическая стереофоническая Hi-Fi система (с поддержкой surround-звука в формате 5.1) от Apple, используемая для проигрывания музыки совместно с плеером iPod.
Анонс iPod Hi-Fi — 28 февраля 2006 года.
5 сентября 2007 года производство было прекращено.

## Об iPod Hi-Fi
iPod Hi-Fi представляет собой активную стереофоническую акустическую систему белого цвета с чёрной отстёгивающейся декоративной передней фальш-панелью и двумя боковыми ручками для переноски. iPod Hi-Fi имеет встроенный сетевой блок питания, а также возможность работы от шести элементов питания типа «D», которые вставляются в специальный закрывающийся отсек, находящийся сзади iPod Hi-Fi.
На передней панели iPod Hi-Fi располагаются три динамика: два — 80 мм широкополосных (по 75 Вт каждый) и один — 130 мм (150 Вт) с двумя фазоинверторами.
Управляется iPod Hi-Fi при помощи двух кнопок (-) и (+) или с помощью входящего в комплект пульта Apple Remote, аналогичного тому, который поставляется с Mac mini и iMac.
Стоимость iPod Hi-Fi в магазинах Apple Store в США — $349,00.

## Технические характеристики
- Номер модели: A1121
- Диапазон воспроизводимых частот: 53 Гц … 16 кГц ±3 дБ
- Класс УНЧ: «D»
- Звуковая FTC выходная мощность: 300 Вт
- Общая пиковая выходная мощность: 600 Вт
- Максимальный уровень звукового давления: 116 дБ на расстоянии 1 м (при питании от сети) или 108 дБ (при питании от батарей)
- Коннекторы:
  - Для подключения iPod: Apple Dock Connector
  - Звуковой совмещённый вход: электрический — Mini-jack TRS 3,5 мм или оптический — mini-TOSLINK 3,5 мм
- Напряжение питания: сеть переменного тока ~ 100 — 240 в 50…60 Гц или 6 шт. щелочных батареек типоразмера «D»
- Габаритные размеры: 178 х 431 х 175 мм
- Масса: 6,6 кг (без батареек)

## Недостатки конструкции
- При подключении к iPod Hi-Fi iPod nano IV и V поколений, iPod Touch II и III поколений, а также iPhone 3G и 3GS iPod Hi-Fi воспроизводит музыку корректно, но при этом перечисленные гаджеты от него не подзаряжаются.